# Faarax Maxamed Jaamac Cawl
Faarax Maxamed Jaamac Cawl (adesea folosindu-se Faarax M.J. Cawl) (1937 – 1992) a fost un scriitor somalez născut la Lasqoray, Somalia.